# Ámín Bászí
Ámín Bászí (Bezons, 1997. november 27. –) marokkói korosztályos válogatott labdarúgó, az amerikai Houston Dynamo középpályása.

## Pályafutása

### Klubcsapatokban
Bászí a franciaországi Bezons városában született. Az ifjúsági pályafutását az US Bezons, a Racing és a Épinal csapatában kezdte, majd a Nancy akadémiájánál folytatta.
2017-ben mutatkozott be a Nancy első osztályban szereplő felnőtt keretében. 2021-ben a Metzhez igazolt. A 2021–22-es szezon második felében az angol Barnsley csapatát erősítette kölcsönben. 2023. január 31-én kétéves szerződést kötött az észak-amerikai első osztályban érdekelt Houston Dynamo együttesével. Először a 2023. március 5-ei, New England Revolution ellen 3–0-ra elvesztett mérkőzés 66. percében, Iván Franco cseréjeként lépett pályára. Első gólját 2023. március 19-én, az Austin ellen hazai pályán 2–0-ás győzelemmel zárult találkozón szerezte meg.

### A válogatottban
Bászí egy mérkőzés erejéig tagja volt a marokkói U20-as korosztályú válogatottnak.

## Statisztikák
2023. május 21. szerint
| Klub                  | Szezon   | Osztály      | Bajnokság | Bajnokság | Kupa  | Kupa | Nemzetközi | Nemzetközi | Összesen | Összesen |
| Klub                  | Szezon   | Osztály      | Meccs     | Gól       | Meccs | Gól  | Meccs      | Gól        | Meccs    | Gól      |
| --------------------- | -------- | ------------ | --------- | --------- | ----- | ---- | ---------- | ---------- | -------- | -------- |
| Nancy                 | 2016–17  | Ligue 1      | 1         | 0         | 0     | 0    | —          | —          | 1        | 0        |
| Nancy                 | 2017–18  | Ligue 2      | 33        | 7         | 4     | 1    | —          | —          | 37       | 8        |
| Nancy                 | 2018–19  | Ligue 2      | 31        | 6         | 2     | 0    | —          | —          | 33       | 6        |
| Nancy                 | 2019–20  | Ligue 2      | 22        | 4         | 4     | 1    | —          | —          | 26       | 5        |
| Nancy                 | 2020–21  | Ligue 2      | 19        | 7         | 0     | 0    | —          | —          | 19       | 7        |
| Nancy                 | Összesen | Összesen     | 106       | 24        | 10    | 2    | 0          | 0          | 116      | 26       |
| Metz                  | 2021–22  | Ligue 1      | 5         | 0         | 1     | 0    | —          | —          | 6        | 0        |
| Metz                  | 2022–23  | Ligue 2      | 4         | 0         | 0     | 0    | —          | —          | 4        | 0        |
| Metz                  | Összesen | Összesen     | 9         | 0         | 1     | 0    | 0          | 0          | 10       | 0        |
| Barnsley (kölcsönben) | 2021–22  | Championship | 15        | 2         | 1     | 0    | —          | —          | 16       | 2        |
| Houston Dynamo        | 2023     | MLS          | 10        | 5         | 2     | 0    | —          | —          | 12       | 5        |
| Összesen              | Összesen | Összesen     | 140       | 31        | 14    | 2    | 0          | 0          | 154      | 33       |

## Sikerei, díjai
Houston Dynamo
- US Open Cup
  - Győztes (1): 2023